# AgustaWestland AW119 Koala
AgustaWestland AW119 Koala je lehký jednomotorový víceúčelový užitkový vrtulník, který od roku 2000 vyrábí italsko-britská společnost AgustaWestland. Před sloučením výrobců Agusta a Westland byl vrtulník vyráběn pod názvem Agusta A119 Koala. Jedná se o vývojového pokračovatele a současně o levnější alternativu dvoumotorového stroje AgustaWestland AW109.

## Vývoj

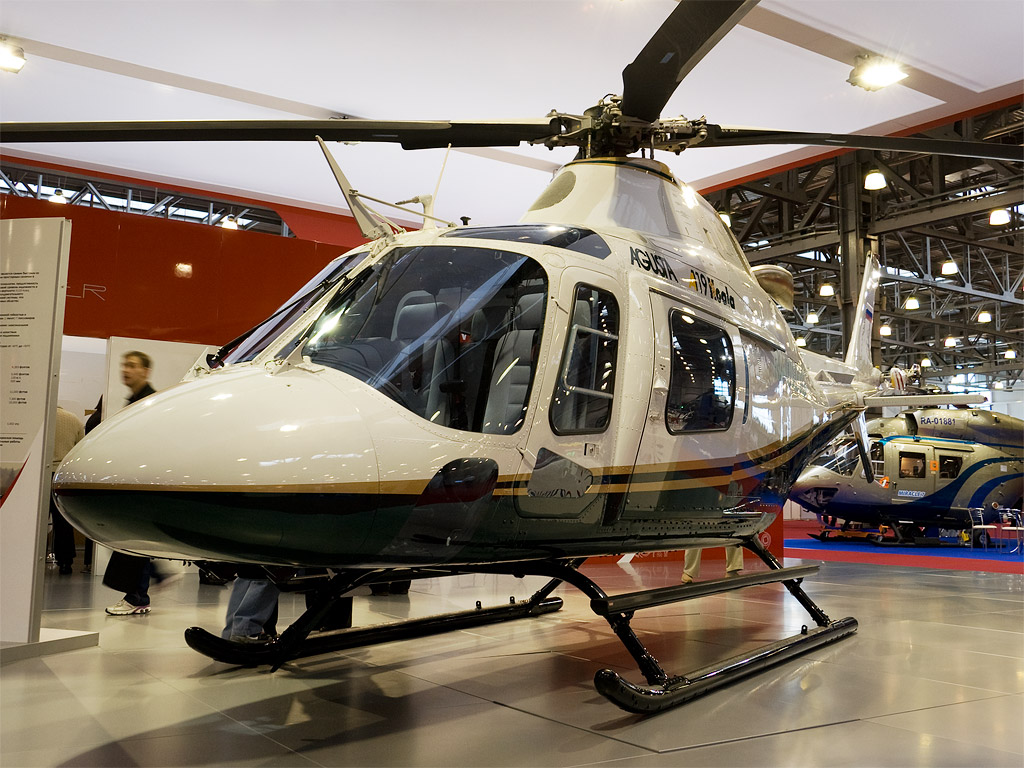
Vrtulník AgustaWestland AW119 Koala na veletrhu HeliRussia v roce 2008

Název A119 měl být původně určen pro prodlouženou 11místnou verzi dvoumotorového vrtulníku Agusta A109, jejíž výroba byla plánována v 70. letech, ale k výrobě nikdy nedošlo. Vývoj jednomotorového lehkého vrtulníku započal u italského výrobce Agusta v roce 1994 a nový stroj získal označení A119. Po úpravách dvoumotorové verze A109, ze které nový jednomotorový stroj vychází, vzlétl prototyp již v únoru 1995. Nový vrtulník měl konkurovat dalším strojům úspěšných výrobců, jako jsou například vrtulníky Bell 206 JetRanger a LongRanger nebo vrtulníky MD Helicopters MD 500. Poprvé byl stroj na veřejnosti představen v létě roku 1995 na pařížském aerosalonu. Předpokládalo se, že první certifikace získá v roce 1997, ale při zkouškách došlo k problémům a poprvé byl certifikován v Itálii v roce 1999. Úřadem FAA ve Spojených státech byly vrtulníky schváleny pro provoz v roce 2000.
Při vývoji a následných zkouškách byly prototypy vrtulníku několikrát upravovány. Původní navrženou pohonnou jednotkou byl turbohřídelový motor Turboméca Arriel 2K1, ale tento motor se ukázal jako nevhodný a byl nahrazen výkonnějším motorem Pratt & Whittney Canada PT6B-37 o výkonu 747 kW. S novým motorem byly stroje testovány od roku 1998, ale i přesto docházelo k dalším úpravám kvůli vysokým vibracím a nízké ovladatelnosti vrtulníku. Došlo tak ke změnám krytů motoru a ocasní části. Prvním zákazníkem se stala australská letecká společnost Linfox.

## Konstrukce
Při vývoji vrtulníků A119 Koala se vycházelo z  úspěšné dvoumotorové verze Agusta A109. Na rozdíl od strojů A109, kde je použit zatahovací podvozek s koly, mají vrtulníky A119 ližinový podvozek. Hlavní předností strojů A119 Koala je objem jejich nákladové kabiny, který je až o 30 % větší než u konkurenčních vrtulníků stejného segmentu. Vrtulníky A119 dokáží transportovat až osm pasažérů včetně pilota a lze je využít také pro potřeby policie nebo letecké záchranné služby. V lékařském provedení jsou schopny přepravovat dva pacienty, zatímco většina ostatních strojů stejné třídy dokáže transportovat jednoho pacienta. Vrtulníky A119 jsou vybaveny čtyřlistým hlavním rotorem a třílistým ocasním vyrovnávacím rotorem.

## Varianty

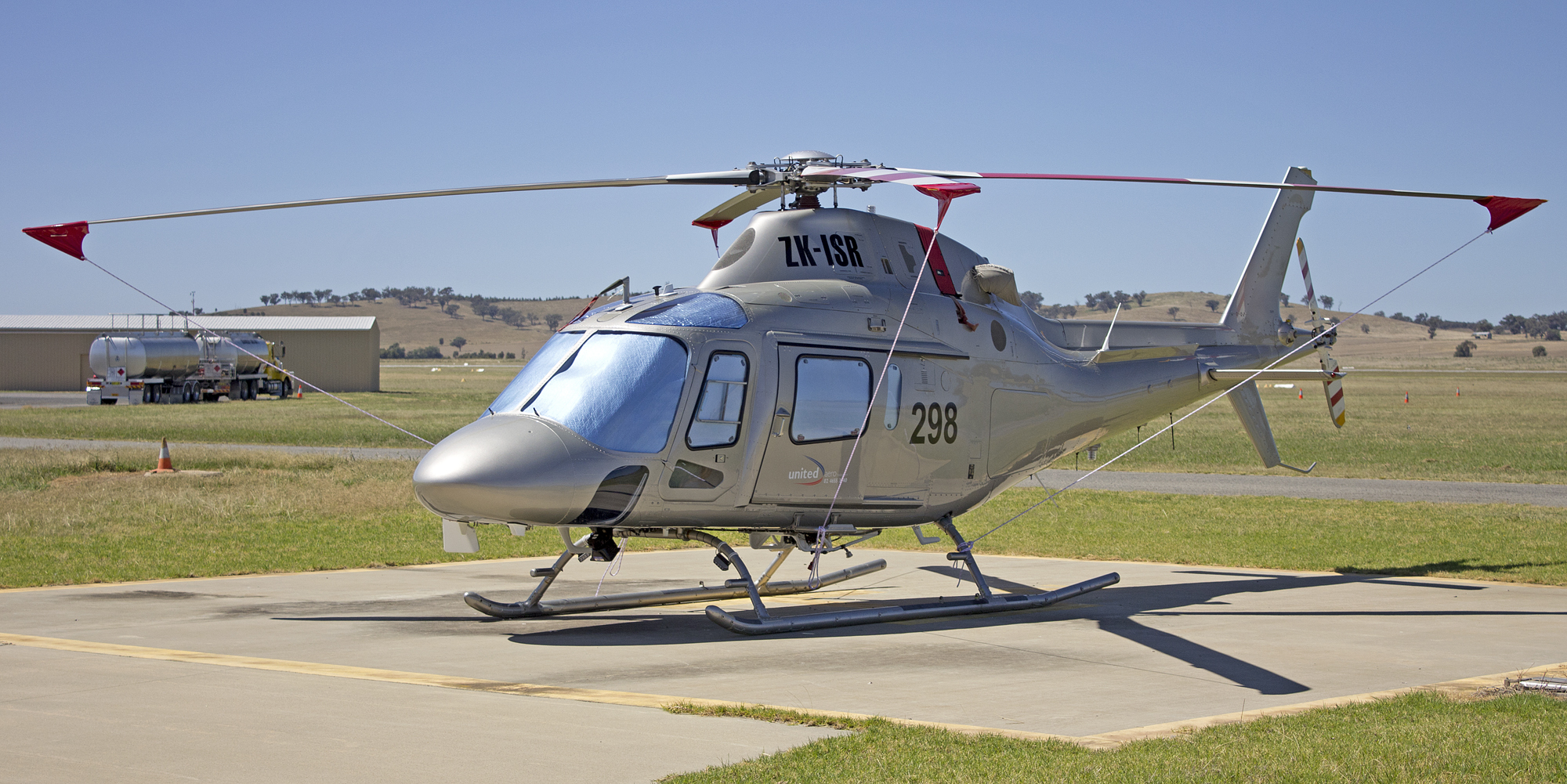
AgustaWestland AW119 Ke

AW119 (A119)
Původně nesly vrtulníky označení A119, po sloučení výrobců Agusta a Westland mají nový název AW119.
AW119 Ke
Varianta s upravenými rotory, vyšší maximální vzletovou hmotností a novým ovládacím softwarem.
AW119F
Neoficiální označení varianty určené pro hašení požárů.
AW119 LUH
Nerealizovaná varianta pro indickou armádu.
AW119 Military
Projekt vojenské varianty s kulomety a bloky neřízených raket.
TH-119
Vojenský cvičný vrtulník. Nabídnut americkému námořnictvu jako náhrada typu TH-57 Sea Ranger. První let 21. prosince 2018.
TH-73 Thrasher
Oficiální označení verze TH-119 po zadání objednávky typu americkým námořnictvem. Námořnictvo plánuje zakoupení 130 vrtulníků. Roku 2020 byla objednána první série 32 kusů. První byl dodán v červnu 2021, a 6. srpna byl převzat výcvikovým křídlem Training Aircraft Wing 5 sídlícím na základně NAS Whiting Field ve floridském městě Milton.

## Uživatelé

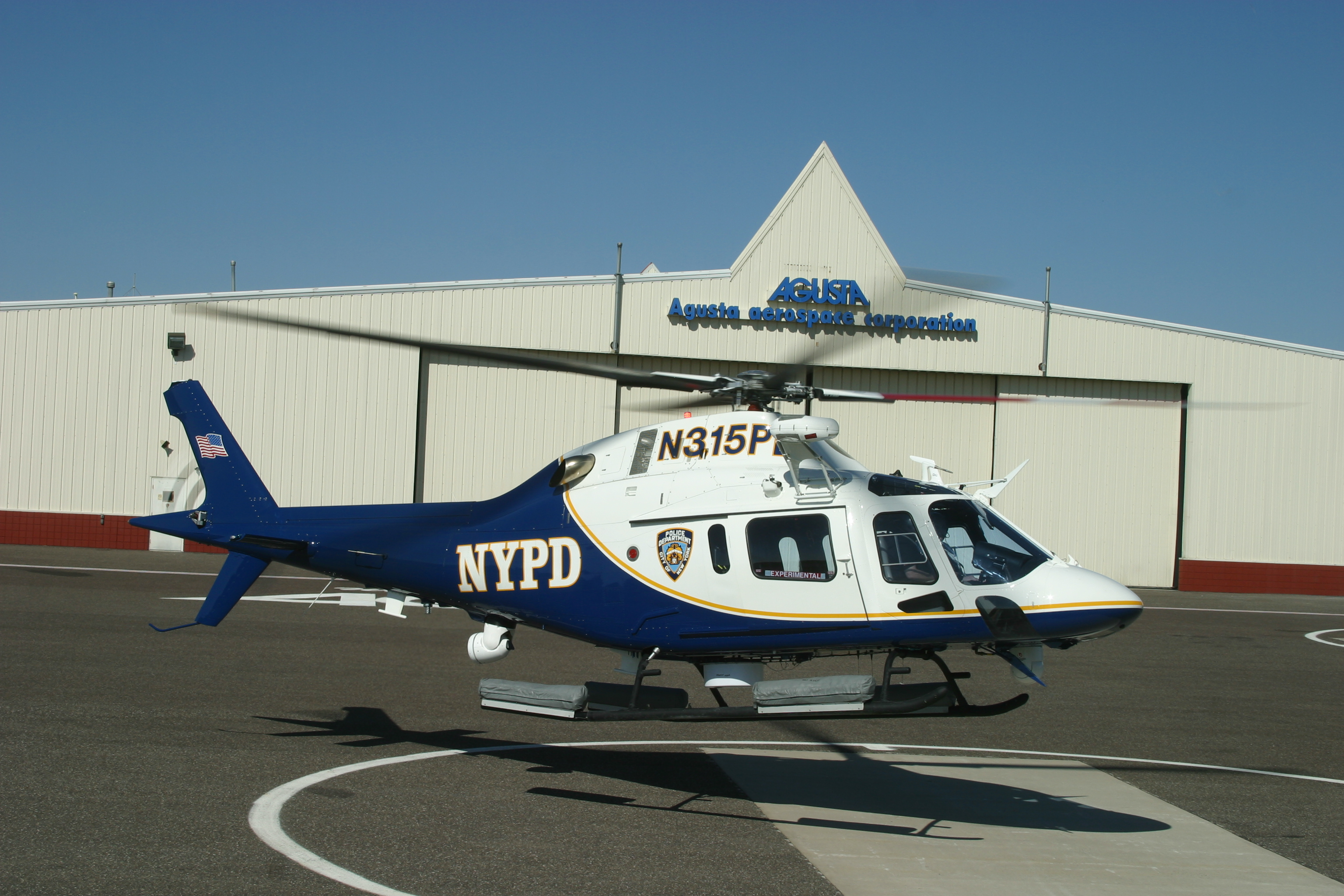
Stroj AgustaWestland AW119 Koala ve službách New York City Police Department

### Armádní
Alžírsko
- Alžírské letectvo - 8 strojů [12]

 Bangladéš
- Bangladéšské letectvo - v roce 2019 se ve službě nacházely 2 vrtulníky[13]

 Ekvádor
- Ekvádorské letectvo - 3 dodány, 1 objednán [14]

 Izrael
- Izraelské letectvo - objednáno 12 vrtulníků [15]

 Portugalsko
- Portugalské letectvo - dodáno 5 kusů [16]

 Spojené státy americké
- Námořnictvo Spojených států amerických [11]

### Civilní
Brazílie
- Stát Goías[17]

 Finsko
- Finská pobřežní stráž[18]

 Jižní Korea
- Národní policejní kancelář[19]

 Mexiko
- Stát México[20]

 Spojené státy americké
- New York City Police Department[21]
- Phoenix Police Department[22]
- TriState CareFlight[23]

## Specifikace (AW119)

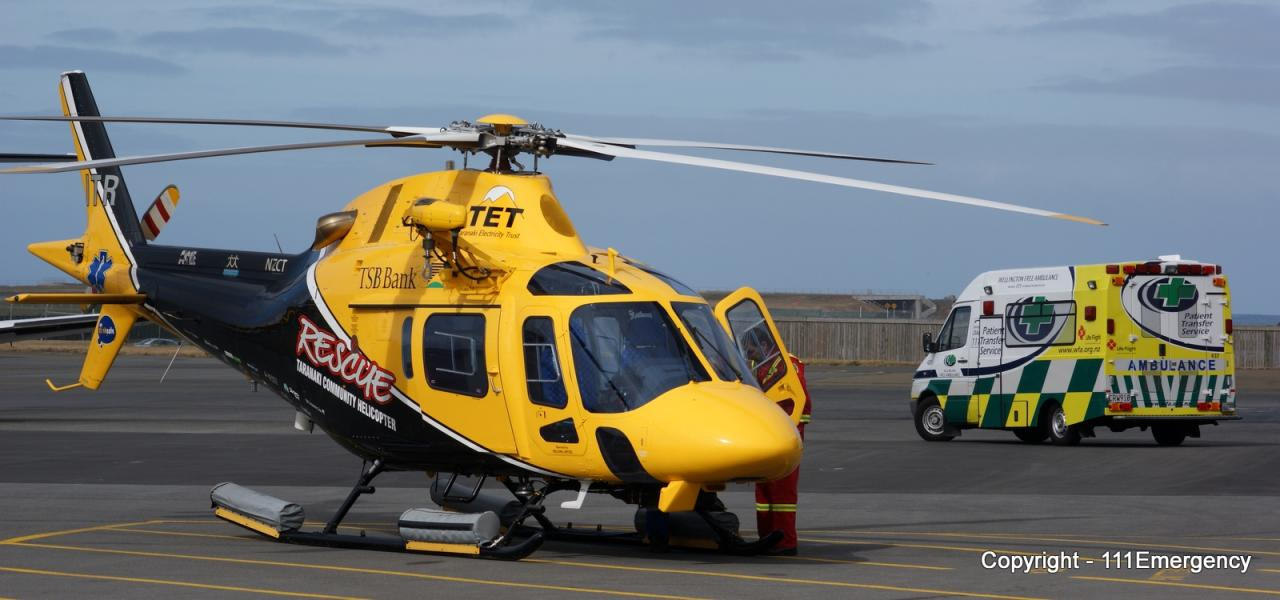
Verze pro leteckou záchrannou službu

Data podle publikace Evropské vrtulníky.

### Technické údaje
- Posádka: 1 pilot
- Užitečná zátěž: 7 osob
- Délka s otáčejícími se rotory: 13,01 m
- Délka trupu: 11,07 m
- Výška: 3,77 m
- Průměr nosného rotoru: 10,83 m
- Průměr vyrovnávacího rotoru: 2,00 m
- Prázdná hmotnost: 1430 kg
- Maximální vzletová hmotnost: 3150 kg
- Pohonná jednotka: 1 × turbohřídelový motor Pratt & Whitney Canada PT6B-37 o výkonu 747 kW

### Výkony
- Maximální rychlost: 281 km/h
- Cestovní rychlost: 267 km/h
- Statický dostup: 3261 m
- Dynamický dostup: 6096 m
- Dolet: 650 km